# Marko Dmitrović
Marko Dmitrović (en serbe en écriture cyrillique : Марко Дмитровић), né le 24 janvier 1992 à Subotica, est un footballeur international serbe qui évolue au poste de gardien de but au RCD Espanyol. 

## Biographie

### En club
Avec l'équipe de l'Újpest FC, il joue 12 matchs en première division hongroise.
Avec le club de Charlton Athletic, il dispute cinq matchs en deuxième division anglaise.
Avec l'AD Alcorcón, il prend part à 79 rencontres en deuxième division espagnole.
Le 23 juin 2017, Dmitrović signe un contrat de quatre ans à la SD Eibar.
Le 21 janvier 2021, il marque le premier but de sa carrière, sur penalty, contre l’Atletico de Madrid lors d'une défaite 1-2 comptant pour la 19e journée de Liga. Il devient le septième gardien du championnat à inscrire un but et explique à la fin du match que l'idée vient de son entraîneur José Luis Mendilibar : « Il me disait depuis longtemps que je devais tirer les penaltys. Edu Expósito a raté le dernier contre Grenade et avant le match contre Levante, ils m’ont dit que s’il y avait un penalty je le prendrais. »
En juillet 2021, il signe au Seville FC où il signé un contrat de quatre ans. En juin 2023, il remporte l'Europa League (le septième titre du club), score à la fin du temps réglementaire 1-1 et remporte le match et le titre contre l'AS Rome au tir au but (4-1). Le 10 août 2024, il quitte le club et rejoint un autre club espagnol.
Le 14 août 2024, il rejoint le CD Leganés.
En juin 2025, il rejoint le RCD Espanyol pour un contrat de trois saisons.

### En équipe nationale
Avec les espoirs, il participe au championnat d'Europe espoirs en 2015. Lors de cette compétition, il joue trois matchs : contre l'Allemagne, la Tchéquie, et le Danemark. Il encaisse un total de sept buts.
Il joue son premier match en équipe de Serbie le 14 novembre 2017, en amical contre la Corée du Sud (match nul 1-1 à Ulsan).
Le 11 novembre 2022, il est sélectionné par Dragan Stojković pour participer à la Coupe du monde 2022.

## Palmarès
Séville FC
- Vainqueur de la Ligue Europa en 2023